# Thyrosticta peyrierasi
Thyrosticta peyrierasi is een vlinder uit de familie spinneruilen (Erebidae), onderfamilie beervlinders (Arctiinae). De wetenschappelijke naam van de soort is voor het eerst geldig gepubliceerd in 1969 door Griveaud.
Deze nachtvlinder komt voor in tropisch Afrika.